# Jack McVea
Jack McVea, född 5 november 1914 i Los Angeles, Kalifornien död 27 december 2000 i Los Angeles, var en amerikansk kompositör och jazzmusiker (tenorsaxofon, barytonsaxofon och klarinett).